# WISE 0359-5401
WISE 0359-5401 (= WISE J035934.06-540154.6) is een bruine dwerg met een schijnbare magnitude van +21,56 (in de J band) in het sterrenbeeld Net met een spectraalklasse van Y0. De ster bevindt zich 44,3 lichtjaar van de zon.